# Улялега
Улялега (карел. Jogi) — деревня в составе Эссойльского сельского поселения Пряжинского национального района Республики Карелия.

## Общие сведения
Расположена на берегу реки Шуя, при впадении в озеро Шотозеро.

## История
В 1900-х годах в Улялеге действовал углеобжигательный завод Акционерного общества «Сталь».
15 ноября 1935 года постановлением Карельского ЦИК в деревне была закрыта церковь. В дальнейшем в здании церкви действовал магазин.
В начале 2000-х годов, после ремонта, в здании бывшей церкви была открыта Спасская часовня. 

## Население
Численность населения в 1905 году составляла 180 человек.
| 2002 | 2009 | 2010 | 2013 |
| ---- | ---- | ---- | ---- |
| 31   | ↘26  | ↘15  | ↘10  |